# レジー・ルイス
レジナルド・C・ルイス（Reginald C. Lewis、1965年11月21日 - 1993年7月27日）は、アメリカ合衆国の元プロバスケットボール選手。身長201cm、体重88kg。ポジションはシューティングガード。
1990年代初めにNBAのボストン・セルティックスで絶大な人気を獲得し、球団の将来を担う逸材として期待されていたが、1993年に27歳の若さで急死した。

## 経歴

### 生い立ちと学生時代
ボルティモアで生れたルイスは、地元のダンバー高校で主力として活躍した。ルイスやマグジー・ボーグス、デビッド・ウィンゲートら後にNBA入りする選手を擁したチームは1982年に全米1位にランクされた。進学したノースイースタン大学では4年連続でチームをNCAAトーナメントに導き、自身は3年連続でカンファレンス最優秀選手に選ばれた。4年間の成績は平均22.2得点7.9リバウンドであり、大学通算2,708得点は学校記録となった。背番号『35』は大学の永久欠番に指定されている。

### プロキャリア
1987年、ルイスはNBAドラフト全体22位でボストン・セルティックスに入団した。セルティックスは1980年代に3度の優勝を果たすなどリーグ屈指の強豪であったが、ラリー・バードら主力の高齢化が進み、さらに前年ドラフト2位で指名したレン・バイアスが急死するという悲劇もあったため、チームの若返りが急務となっていた。ルイスの入団は一連の状況を打開するものとして期待された。
1年目の1987-88シーズン、ルイスは49試合の出場で平均4.5得点と存在感を示せず、オールルーキーチーム入りも逃した。しかし翌1988-89シーズンはヘッドコーチが交代し、さらに大黒柱のバードが怪我でシーズンの大半を欠場したこともあって飛躍的に出場時間を伸ばし、チーム3位となる平均18.5得点を記録した。プロ4年目の1990-91シーズンからは不動の先発となり、バードに次ぐ2番手の得点オプションとしての地位を確立した。
1991-92シーズン、ルイスは全試合に出場し、キャリアハイとなる平均20.8得点をあげて自身唯一のオールスターに選ばれた。チームはカンファレンス準決勝で敗退したが、ルイスはプレーオフ平均28.0得点の大活躍を見せた。このシーズン限りでバードが引退し、ルイスは名実ともにセルティックスのエースとなった。迎えた1992-93シーズンは前年に並ぶ平均20.8得点を記録し、チームを14年連続となるプレーオフに導いた。しかしこれがルイスにとって最後のシーズンとなった。
NBAでの成績は、450試合の出場で通算7,902得点1,938リバウンド（平均17.6得点4.3リバウンド）であった。

### 突然の死
1993年4月29日、シャーロット・ホーネッツとのプレーオフ1回戦第1戦に出場したルイスは、第1クォーター途中に突然コートに倒れ、すぐに意識を取り戻したものの一旦ベンチに下がった。その後本人の希望で再び試合に戻ったが、眩暈と息切れに加え、動作に異常があったためコーチの判断で再びベンチに戻され、そのままコートを去った。13分間の出場で17得点を記録したこの試合が、ルイスのラストゲームとなった。
ルイスは翌日に病院で精密検査を受けた結果、心筋症による不整脈の疑いが強く、命に関わる可能性もあるため現役続行は困難であると診断された。しかしこれに納得しなかったルイスは別の病院の医師にセカンドオピニオンを求めた。医師は、ルイスの症状は神経原性のものであり、心臓に特段の異常は見られないと診断した。この結果に喜んだルイスは、翌シーズンの復帰に向けてワークアウトを開始した。
1993年7月27日、ブランダイス大学のコートで仲間とともにバスケットボールをプレーしていたルイスは突如として床に崩れ落ち、意識を取り戻すことなく同日19時30分に搬送先の病院で死去した。享年27。解剖により、死因は肥大型心筋症と断定された。6日後にボストンで行われた追悼式には約15,000人の市民が参列した。
死後、ルイスの心筋症がコカイン摂取に起因したものではないかという疑惑が『ウォール・ストリート・ジャーナル』によって報じられ、大々的なセンセーションを巻き起した。この疑惑は一部の関係者によって否定されたものの、死の前後を巡るいくつかの不自然な状況から依然として有力視されている。セルティックスはこの報道を事実無根だとして、『ウォール・ストリート・ジャーナル』及びその親会社に対し訴訟を起すと警告した。また、ルイスの妻は、彼の心臓に問題がないと診断した医師に対して3度訴訟を起したがいずれも敗訴している。

### その後
1995年、ルイスの背番号『35』がセルティックスの永久欠番に指定された。同年には彼の名を冠したアスレティック・センターがボストンのロクスベリーにオープンした。
ルイスの死を受け、コミッショナーのデビッド・スターンは、現役選手が死亡した場合、その契約金がリーグの保険から支払われるようにルールを変更すると発表した。
なお、ルイスを失ったセルティックスは転落の一途を辿り、1996年から6年連続でプレーオフを逃すなど球団史上例を見ない暗黒期に突入した。次にセルティックスが頂点に立つのは、彼の死から15年が経過した2008年のことである。

## 個人成績

### レギュラーシーズン
| Season   | Team     | GP  | GS  | MPG  | FG%  | 3P%  | FT%  | RPG | APG | SPG | BPG | PPG  |
| -------- | -------- | --- | --- | ---- | ---- | ---- | ---- | --- | --- | --- | --- | ---- |
| 1987–88  | BOS      | 49  | 0   | 8.3  | .466 | .000 | .702 | 1.3 | .5  | .3  | .3  | 4.5  |
| 1988–89  | BOS      | 81  | 57  | 32.8 | .486 | .136 | .787 | 4.7 | 2.7 | 1.5 | .9  | 18.5 |
| 1989–90  | BOS      | 79  | 54  | 31.9 | .496 | .267 | .808 | 4.4 | 2.8 | 1.1 | .8  | 17.0 |
| 1990–91  | BOS      | 79  | 79  | 36.4 | .491 | .077 | .826 | 5.2 | 2.5 | 1.2 | 1.1 | 18.7 |
| 1991–92  | BOS      | 82  | 82  | 37.4 | .503 | .238 | .851 | 4.8 | 2.3 | 1.5 | 1.3 | 20.8 |
| 1992–93  | BOS      | 80  | 80  | 39.3 | .470 | .233 | .867 | 4.3 | 3.7 | 1.5 | 1.0 | 20.8 |
| Career   | Career   | 450 | 352 | 32.6 | .488 | .200 | .824 | 4.3 | 2.6 | 1.3 | .9  | 17.6 |
| All-Star | All-Star | 1   | 0   | 15.0 | .429 | –    | .500 | 4.0 | 2.0 | –   | 1.0 | 7.0  |

### プレーオフ
| Year   | Team   | GP | GS | MPG  | FG%  | 3P%  | FT%  | RPG | APG | SPG | BPG | PPG  |
| ------ | ------ | -- | -- | ---- | ---- | ---- | ---- | --- | --- | --- | --- | ---- |
| 1988   | BOS    | 12 | 0  | 5.8  | .382 | .000 | .600 | 1.3 | .3  | .3  | .2  | 2.4  |
| 1989   | BOS    | 3  | 3  | 41.7 | .473 | .000 | .692 | 7.0 | 3.7 | 1.7 | .0  | 20.3 |
| 1990   | BOS    | 5  | 5  | 40.0 | .597 | .000 | .771 | 5.0 | 4.4 | 1.4 | .4  | 20.2 |
| 1991   | BOS    | 11 | 11 | 42.0 | .487 | .000 | .824 | 6.2 | 2.9 | 1.1 | .5  | 22.4 |
| 1992   | BOS    | 10 | 10 | 40.8 | .528 | .333 | .762 | 4.3 | 3.9 | 2.4 | .8  | 28.0 |
| 1993   | BOS    | 1  | 1  | 13.0 | .636 | .000 | .750 | 2.0 | 1.0 | .0  | 1.0 | 17.0 |
| Career | Career | 42 | 30 | 30.4 | .510 | .133 | .777 | 4.2 | 2.6 | 1.2 | .5  | 17.5 |